# ムミ・ンガマル
ムミ・ニコラ・ブリス・ンガマル（フランス語: Moumi Nicolas Brice Ngamaleu、1994年7月9日 - ）は、カメルーンのサッカー選手。カメルーン代表。ポジションはMF。

## 経歴

### クラブ
17歳の時にキャノン・ヤウンデで選手初出場を記録。その後、コトンスポール・ガルアに移籍した。
2016年にSCラインドルフ・アルタッハに完全移籍し、リーグ4位に貢献した。
2017年にBSCヤングボーイズに完全移籍。2017-18シーズンに32年ぶりのリーグ制覇を成し遂げた。
2022年9月8日、FCディナモ・モスクワに移籍した。

### 代表
2015年12月23日に行われたニジェール代表との親善試合で代表初出場。FIFAコンフェデレーションズカップ2017にも参加した。

## 代表歴

### 出場大会
- カメルーン代表
  - 2022 FIFAワールドカップ

### 試合数
- 国際Aマッチ 50試合 4得点（2015年-）[5]

| カメルーン代表 | 国際Aマッチ | 国際Aマッチ |
| 年             | 出場        | 得点        |
| -------------- | ----------- | ----------- |
| 2015           | 1           | 0           |
| 2016           | 5           | 2           |
| 2017           | 9           | 0           |
| 2018           | 1           | 0           |
| 2019           | 3           | 1           |
| 2020           | 3           | 0           |
| 2021           | 10          | 1           |
| 2022           | 12          | 0           |
| 2023           | 6           | 0           |
| 2024           |             |             |
| 通算           | 50          | 4           |

## タイトル
BSCヤングボーイズ
- スーパーリーグ：4回
  - 2017-18, 2018-19, 2019-20, 2020-21
- スイス・カップ：1回
  - 2019-20